# 10726 Elodie
10726 Elodie eller 1987 BS2 är en asteroid i huvudbältet som upptäcktes den 28 januari 1987 av den belgiske astronomen Eric W. Elst vid La Silla-observatoriet. Den är uppkallad efter Élodie Bouteille.
Asteroiden har en diameter på ungefär 3 kilometer och den tillhör asteroidgruppen Nysa.